# Veronica vandellioides
Veronica vandellioides là một loài thực vật có hoa trong họ Mã đề. Loài này được Maxim. miêu tả khoa học đầu tiên năm 1888.